# آهوی ختن هیمالیا
آهوی ختن هیمالیا (نام علمی: Moschus leucogaster) نام یک گونه از تیره آهوی ختن است.